# بوريس سباسكي
بوريس فاسيليفيتش سباسكي (بالروسية: Бори́с Васи́льевич Спа́сский) (30 يناير 1937 - )، هو أستاذ دولي كبير في الشطرنج سوفييتي فرنسي سابقاً، روسي حالياً، كان بطل العالم العاشر في الشطرنج وحامل اللقب من 1969 إلى 1972، يُعرف بأنه أحد أعظم لاعبي الشطرنج الأحياء وأكبر أبطال العالم سناً. فاز بالبطولة السوفيتية للشطرنج مرتين ( 1961، 1973) وخسر مرتين مباريات كسر التعادل (1956، 1963)، كان مرشحًا لنيل لقب بطولة العالم سبع مرات (1956، 1965، 1968، 1974، 1977، 1980 و 1985). هزم سباسكي بطل العالم تيجران بتروسيان في 1969 ليصبح بطل العالم، بعدها خسر اللقب ضد بوبي فيشر في 1972.

## التصنيف الدولي بالنقاط
االتصنيف بالنقاط يمنح من قبل الاتحاد الدولي للشطرنج
1. أعلى تصنيف وصل له 2690 نقطة
2. آخر تصنيف مسجل 2548 نقطة [16]